# TV Puls
TV Puls ist ein polnischer privater Fernsehsender. Er sendet seit März 2001 ein TV-Programm, das von polnischen Franziskanern bis 2009 produziert wurde und nach eigenen Angaben ein familienfreundliches Programm ohne Gewalt und Pornographie anbot ist. Seit 2009 ist der Sender ein allgemeines Vollprogramm. Das in ganz Deutschland ausgestrahlt wird.

## Geschichte
TV Puls startete im März 2001 auf Grundlage des religiösen Senders TV Niepokalanów. Produktionsgesellschaft war zunächst die Telewizja Familijna S.A.
Am 1. April 2003 stellten TV Puls und der Schwestersender TN2 die Ausstrahlung ihres Programms ein.
Kurze Zeit darauf wurde TV Puls durch Antena 1 übernommen, wodurch TV Puls zur Polsat-Gruppe kam. Der Sendebetrieb wurde wieder aufgenommen und der Sender wechselte von Astra auf Hotbird.
TV Puls sendet vor allem religiöse und informative Sendungen und Dokumentationen.
Seit Juni 2006 ist der Medienkonzern News Corporation von Rupert Murdoch zu 25 % am Sender beteiligt. Darüber hinaus verkaufte Polsat weitere 40 % der Anteile an einen polnischen Franziskanerorden.
Im Januar 2007 wurde die Lizenz vom Spartensender mit religiös-familiären Programm zum Vollprogramm geändert. Im Januar erhöhte der Sender die Zahl seiner Mitarbeiter auf 40. Der Sender plant nach eigenen Angaben seine Mitarbeiterzahlen auf 200 bis 300 Personen weiter aufzustocken und weiter in den Sender zu investieren. Im Oktober 2007 soll eine eigenproduzierte Nachrichtensendung starten („Puls Raport“) und der Sender wird zukünftig vorwiegend Unterhaltungssendungen ins Programm nehmen. Im Juli 2008 wurden die Informationsabteilung geschlossen und 118 Mitarbeiter entlassen.
TV Puls wurde auf Unterhaltungssendungen und Serien konzentriert. Im Juni 2010 hat die Lizenz erhalten, um einen Kanal für Kinder und Jugendliche ausgestrahlt. Dieser startete am 19. Juli 2012 unter dem Namen Puls 2.

## Empfang
Kabel
- TV Puls ist in allen polnischen Kabelnetzen zu empfangen.

Satellit
- digital via Eutelsat Hot Bird 13C, 13,0° Ost, Frequenz 11,488 GHz horizontal, Symbolrate 27500 (verschlüsselt)

DVB-T
- TV Puls wird im zweiten polnischen DVB-T-Multiplex ausgestrahlt.

## Sendungen (jetzt)

### Nachrichten
- Taki jest świat (das wöchentliche Magazin mit Informationen aus der Welt, eigene Produktion)

### Serien
- Burza uczuć (Sturm der Liebe)
- Pustynna miłość (El Clon)
- Gdzie jest Elisa? (¿Dónde Está Elisa?)
- American Dreams
- Medium
- McGregorowie (Snowy River: The McGregor Saga)
- Star Trek
- MacGyver
- Nieśmiertelny (Highlander)
- Wszyscy kochają Raymonda (Everybody Loves Raymond)
- Will & Grace
- Dzieciaki z Einstein High (Schloss Einstein)
- B.A.R.Z (Ein Fall für B.A.R.Z.)
- Koń, który mówi (Mister Ed)
- Simpsonowie (Die Simpsons)
- Wikingowie (Vikings)

### Dokumentationen
- Ludzie, zwierzeta i doktorzy (Menschen, Tiere & Doktoren)
- Obieżyświat (Globe Trekker)
- Zwykłe rzeczy – niezwykłe wynalazki (How do they do it?)
- Najniebezpieczniejszy zawód świata (Der gefährlichste Job Alaskas)
- Podniebny horror (Mayday)
- Szpital – nagłe przypadki (Untold Stories of the E.R.)
- Wojownicy wszech czasów (Deadliest Warrior)
- Wielkie przeprowadzki (Mega Movers)
- Alarm na plaży (Beach Patrol)
- Niebezpieczne spotkania (Dangerous Encounters)
- Szok Video (World’s Most Amazing Videos)
- Ból za kulisami sławy (Pain behind the fame)

Eigene Produktion
- Dyżur
- JRG w akcji
- Z archiwum policji
- Zbrodnie niedoskonałe
- Lombard. Życie pod zastaw

### Unterhaltungssendungen
- Ale numer (Just For Laughs Gags)
- Uwaga, żarty! (Just kidding!)
- Niezły numer (Distraction Gags)
- Goło i wesoło (Naked & Funny)
- Od zera do bohatera (Zero to Hero)
- WWE Superstars
- W kręgu MMA

Eigene Produktion
- Dziewczyny na ekran
- Hi Hi TV

### Reality-Shows
- Sędzia Judy (Judge Judy)
- Strach się bać (Scare Tactics)
- Egzekutorzy (Operation Repo)
- SWAT

### Sendung über Haus und Freizeit
- Martha Stewart: Inspiracje (Martha Stewart Crafts)
- Gotuj jak Mistrz (Cook like a chef)
- Domy nie do sprzedania (The Unsellables)
- Debbie zmienia wnętrza (Debbie Travis’ Facelift)
- Test na Super Mamę (Crash Test Mommy)

### Talk Shows
- The Jerry Springer Show